# 한국 기독교출판협회
(사)한국기독교출판협회(KCPA.Korea Christian Publishers Association)은 대한민국의 기독교계 출판인들의 연합체이다. 1975년 설립되었으며, 서울특별시 서초구 서초동 1355-3 서초월드오피스텔 909호에 위치하고 있다. 현재 회장은 한동인 기독교문사 대표이며,약 150여개의 기독교출판사들이 회원사로 가입했다.

## 주요사업
- 회원사들을 대상으로 한 세미나 및 포럼 개최
- 정기총회
- 기독교 출판인 모임(우수출판인 포상과 레크레이션을 통한 친목도모)
- 소식지《기독교출판소식》발행, 전국 교회 및 회원사 송부
- 해외 기독교 출판단체들과의 교류
- 저작권 박람회(Korea Christian Rights Fair / 매년 8월 하순) 개최
- 문서선교의 날(10월 20일)행사
- 해외 및 국내도서전 참가